# 집게손가락 음모론

음모론에 따르면 이 집게손가락를 작은 음경을 가진 남성을 모욕하기 위해 의도적으로 사용하고 있다.

집게손가락 음모론은 대한민국에서 시작된 집게손가락 이미지를 통해 남성혐오를 퍼뜨리고 조장하려는 의도적인 음모가 있다고 주장하는 반페미니즘 음모론이다. 이 음모론은 집게손가락이 작은 성기를 조롱하는 은유로 해석되는 메시지를 포함하고 있다고 주장하고 있으며, 대부분은 급진적 페미니즘 단체가 정부 기관, 기업 및 기타 다양한 조직을 흡수하여 비밀스러운 음모를 실행에 옮겼다고 주장하고 있다.
음모론이 처음 수면 위로 올라온 것은 2014년부터였으며 사회전반에 걸쳐 확산하게 된 시점은 2021년 5월으로 당시 대한민국의 편의점 체인 GS25가 광고에 작은 남근을 조롱하는 손짓을 삽입했다는 비난을 받았고, 회사는 광고를 철회하고 사과문을 발표해야 했다. 그 이후로 수많은 단체들이 음모론가들의 항의에 직면했고 비슷한 내용의 사과문을 발표했다.

## 주장 및 공식
이를 허위라고 여기는 사람들에 따르면, 집게손가락 음모론은 대한민국 남성들 사이에서 페미니스트들이 몰래 그들의 삶을 악화시키거나 해를 끼치려는 계획을 세우고 있다는 믿음에 기반을 두고 있다. 대부분의 음모론에서는 2017년에 폐쇄된 급진적 페미니즘 웹사이트인 메갈리아의 잔존 세력이 다양한 조직에 성공적으로 침투했다고 주장하며, 잔존 세력이 상징으로 "집게손가락"을 심기 시작했다고 주장하는데, 메갈리아 웹사이트의 로고와 유사한 이 손동작이 검지와 엄지를 서로 마주 보게 하는 손동작으로 대한민국 남성의 성기가 작다는 것을 암시적으로 표현함으로써 작은 남성 성기를 조롱하는 의미를 내포한다고 주장하고 있다.
집게손가락이 발견되는 곳은 음모론마다 다르다. 음모론자들 사이에서는 페미니스트 집게손가락이 일반적으로 신용카드, 스타벅스 에스프레소 캔, 또는 코로나19 백신과 같은 겉보기에 연관 없어 보이는 물건을 가리키는 손의 묘사에서 발견된다는 공통된 인식이 있다. 일부 음모론자들은 메갈리아의 공작이 집게손가락에만 국한되지 않고 텐트, 별자리, 월계수 등 다양한 객체들이 있다고 주장하고 있다.
《한겨레》는 2021년 5월 인터넷 게시글들을 조사한 결과, 음모론자들이 주장을 전파하는 방식에 일정한 공식이 있다고 보도했다. 집게 손가락이 삽입되었다는 비난이 담긴 게시물이 온라인에서 처음 올라온 다음, 이후 주로 남성 사용자가 많은 인터넷 커뮤니티를 통해 퍼지고, 언론매체나 정치인들에 의해 확대되며, 음모론가들은 분쟁의 대상이 되는 조직이나 인물을 향해 괴롭히는 캠페인을 벌인다. 이후 해당 기관의 사과문이 나오면 음모론자들은 승리를 선언한다는 것이다.

## 역사

### 배경
대한민국의 성 불평등과 관련하여 대한민국 사회에는 다양한 성별 갈등이 존재한다. 2010년대 후반부터는 국가의 의무 징집 제도가 남성에게만 적용된다는 것, 치열한 취업 경쟁, 대변하는 정당의 부재, 이전 세대가 만들어낸 독성 남성성에 대한 책임을 젊은 세대가 대신 짊어져야 한다는 관념에 대한 반감, 잠재적 범죄자 취급 등을 이유로 급진적 페미니즘 운동에 반감을 가진 젊은 남성들이 늘고 있다. 2021년 조사에 따르면 20대 대한민국 남성의 79%가 자신이 '역차별'의 피해자라고 여긴다. 이들은 반페미니즘 정서가 강하고, 페미니스트의 줄임말인 '페미'는 급진적인 페미니스트를 비하하는 용어로 사용한다. 또한 "남성혐오자"와 같은 태그라인은 반페미니스트 집회에서 채택되고 있다.
한편 2015년에는 남성을 폄하하는 것을 중심으로 하는 급진적 페미니즘 웹사이트인 메갈리아가 설립되었다. 홈페이지 디자인으로 악명을 떨쳤는데, 홈페이지 엠블럼에는 검지와 엄지를 서로 꼬아 만든 음란한 손 모양이 있었고, 이는 남성의 성기의 작은 크기를 조롱하는 것이었다.  메갈리아는 남성을 도촬하거나 아동 폭행을 인증하는 것과 같은 극단적 행동으로 논란이 되었다가 2017년에 폐쇄되었지만 해당 로고는 사이트보다 더 오래 지속되었다.

### 기원과 확산
2021년 5월 1일, GS25의 자회사인 GS리테일은 모바일 메신저 앱 카카오톡을 통해 고객들에게 그 달에 진행되는 향후 프로모션 이벤트를 알렸다. 해당 메시지에는 캠핑 관련 품목을 소개하는 포스터가 들어 있었는데, 소시지를 움켜쥐고 있는 손의 그림이 그려져 있었는데, 같은 날 인터넷에서는 해당 포스터에 삽입된 손가락 그림이 사라진 메갈리아의 로고와 비슷하며, 급진적 페미니즘 성향의 남성혐오적 메시지가 삽입되있다는 주장이 급속도로 퍼졌다. 이 음모론은 오전 10시 15분경 뽐뿌라는 사이트에 먼저 올라왔고, 그로부터 한 시간 뒤 다른 온라인 커뮤니티들로 퍼졌으며, GS25는 오후 1시 전에 첫 번째 조치를 취했다.
GS25는 당일 사과문을 발표하며 포스터를 두 번이나 바꾸었는데, 그때마다 포스터의 여러 내용이 급진적 페미니즘을 암시한다는 새로운 주장이 제기됐다. 서울대학교 페미니스트 동아리의 로고가 초승달이라는 주장이 제기됐고, 포스터 단어의 마지막 스펠링을 역순으로 조합하면 메갈리아의 이름의 약자
라는 의혹도 제기됐다. GS25는 여러 차례의 수정 끝에 해당 포스터를 전면 삭제하고, 2일 소셜미디어를 통해 다시 한번 사과문을 올렸다.
GS25의 발표 이후에도 반발이 계속됐다. 지난 2일에는 GS25와 해군의 PX 계약을 전면 철회 철폐해달라는 청와대 국민청원이 올라와 하루 만에 4만2000여 명의 서명을 받았다.  온라인 커뮤니티와 소셜 미디어에 보이콧이 확산되었으며, 2019년 일본 제품 보이콧을 패러디한 디지털 이미지가 공유되었다. GS25 계열의 한 매장 주인은 "기회의 평등"을 지지하고 페미니즘을 비난하는 현수막을 내걸기도 했다.
식품업체 관계자들은 이런 주장의 진실성에 의문을 제기했다. 한겨레에서 인터뷰한 식품업계 소매업자들은 이 비난을 "과도한 몰아세우기"라고 표현하며, 이러한 사건들로 앞으로 마케팅 기획과 활동에서 더욱 위축될 수 밖에 없다며 우려를 표했다. 2021년 5월 9일, GS25 포스터의 그래픽 디자이너를 자칭하는 사람이 익명 직장 커뮤니티 블라인드에서 논란에 반박했다.  삭제된 글에서 자신의 디자인에는 남성에 대한 혐오 표현이 포함되지 않았다고 밝혔다. 그럼에도 불구하고, GS25는 5월 31일 그래픽 디자이너에 대한 징계를 발표했으며, GS리테일 사장은 강등되었다.
GS25의 사건은 다른 조직에 대한 음모론자들의 유사한 주장에 앞서 발생했다. 집게 손가락 색출은 패션 브랜드, 유명인, 지방 정부, 경찰 등 다른 분야에서도 이루어졌다.

### 메이플스토리 사건
2023년 11월 25일, 집게 손가락 음모론자들은 넥슨의 비디오 게임 메이플스토리의 게임 홍보 애니메이션에서 해당 영상에 캐릭터 엔젤릭버스터가 0.1초 동안 집게손가락 동작이 있던 것을 근거로 남성혐오를 조장한다고 주장했다. 해당 애니메이션을 제작한 스튜디오 뿌리는 음모론자들에 의해 부적절한 손 삽입한 것으로 비난받았으며, 뿌리가 블루 아카이브와 던전앤파이터 등 다른 넥슨 게임에서도 같은 행위를 했다고 주장했다. 넥슨은 11월 26일 뿌리에 연락을 취해 사과를 진지하고 겸손한 자세로 하라고 제안했다. 이에 따라 뿌리는 16:12에 첫 번째 사과 성명을 발표했다. 세 시간 후인 19:00, 메이플스토리 총괄디렉터 김창섭은 뿌리에 의견을 드리는 게 조심스럽다”면서도 “사과를 해주시는 게 뿌리 측에서 (넥슨에) 해줄 수 있는 배려”라고 했다. 이어 “최대한 빨랐으면 좋겠다”며 “엄격하고 낮은 자세로 커뮤니케이션 해주셨으면 한다”고 전했다.
넥슨의 대응 이후, 집게 손가락 음모론자들로부터 스튜디오 뿌리에 대한 대규모 백래시가 있었다. 스튜디오 뿌리 본사에는 신원 불명의 방문자들이 나타나 사진을 찍고 인터넷 포럼에 게시했다. 스튜디오 뿌리 애니메이터 중 한 명은 신상 털기에 노출되었으며, 소셜 미디어 게시물이 집게 손가락에 대한 자백으로 왜곡되었다. 스튜디오 뿌리는 이후 기자회견에서 애니메이터에 대한 사이버 폭력 게시물이 1,300건 이상 수집되었고, 회사에 대한 게시물도 수백 건에 달한다고 밝혔다.음모론자들의 공격과 당시 넥슨과의 협업이 업무의 80%를 차지하던 상황에서, 스튜디오 뿌리 사장 장선영은 11월 27일 두 번째 사과 성명을 발표하며 애니메이터를 해고하겠다고 약속했으나 당일 사과를 철회했다.  이후 스튜디오 뿌리는 해당 직원의 해고 결정을 번복했다. 장선영과 스튜디오 뿌리 이사 김상진은 스튜디오가 저지른 적 없는 잘못을 인정하는 것이 부당하다고 설명하며, 애니메이터를 온라인 괴롭힘으로부터 보호하고 싶었다고 밝혔다.
언론매체들이 조사한 결과, 넥슨과 집게손가락 음모론자들이 제기한 주장들이 잘못된 것으로 밝혀졌다. 스튜디오 뿌리는 인터뷰에서 앤젤릭 버스터 트레일러의 "페미니즘 집게손가락" 장면이 여성 직원이 그린 것이 아니라, 40대 남성 애니메이터가 그린 것이라고 주장했으며, 이는 작업 시트에서 확인되었다. 그들이 반박한 다른 루머로는, 스튜디오 뿌리가 사무실을 비우고 고객과 연락이 두절되었다는 주장(실제로는 그렇게 하지 않았으며, 일부 직원이 위협적인 전화와 불특정 다수의 방문으로 인해 임시로 다른 장소로 이동한 적이 있다),  스튜디오 뿌리가 원작과 추가 주요 포즈를 삽입하고 넥슨에 통보하지 않았다는 주장(모든 작업은 넥슨의 밀접한 감독과 승인을 받았으며, 해당 장면도 포함된다), 스튜디오 뿌리가 스트리트 파이터 6의 홍보 비디오에서 유사한 작업을 수행했다는 주장(회사는 해당 애니메틱을 작업하지 않았다)이 있다. 미디어오늘의 노지민 기자는 남성 혐오 주장에 근거가 없다고 지적했다. 넥슨은 이후 스튜디오 뿌리의 추가적인 답변 요청에 응답하지 않았다.
메이플스토리 사건을 시작으로  이듬해까지 포스코와 보건복지부 등의 기관이 유사한 비난을 받았다.

## 음모론
몇몇 정치인들은 음모론을 지지하는 입장을 보였다. 반페미니즘 정치인이자 개혁신당 당대표인 이준석은 2021년 GS25 사건과 관련해 페이스북을 통해 음모론에 대한 지지를 처음으로 표명했으며, 여성을 비하하는 인터넷 속어를 사용하며 GS25가 여성과 관련된 상황을 처리하는 방법에 있어서 일관성이 없다고 비판했다. 또한 2023년 유튜브 채널에 출연해 메이플스토리 사건에 대해 논의하면서 "볼 것도 없이 이건 메갈 손가락" 이라고 하며 음모론에 동의한다고 말했다.  과거 스마일게이트에서 게임 개발자로 근무했으며 페미니즘은 성평등이 사회 공동체에 기여할 것이라고 말한 적 있는 자칭 페미니스트이며 개혁신당의 창립 류호정은 뿌리가 남성을 조롱하기 위해 영상 속에 집게손가락을 숨겼다는 음모론에 동조하며, 이 사건이 비디오 게임 산업의 다른 개발자들에게도 피해를 줄 것을 우려했다. 다른 주요 지지자로는 국민의힘 허은아 의원과 전 민주당 의원 이상헌이 있는데, 두 사람 모두 메이플스토리 사건 당시 넥슨을 지지했다. 이상헌은 이후 《경향신문》 으로부터 해당 영상에 페미니스트 여성이 손을 넣었다는 의혹은 거짓임이 밝혀졌음에도 “어쨌든 중요한 점은 젠더 이슈가 아니고, 소비자, 구매자의 관계에 있어서 구매자들이 불편하게 여길 수 있는 기호가 들어갈 수 있다는 점”이라며 자신의 의견을 고수했다.
2024년 8월, 서초구 경찰서는 뿌리가 인터넷 트롤링에 대해 제기한 소송을 기각했으며, 그 이유로 사업 광고에서 집게손가락 사용을 지양하는 것이 관례이며, 피고인들이 뿌리 애니메이터들을 비판하는 것은 논리적인 결론이라는 것이었다. 또한 경찰은 뿌리가 과거에 페미니스트들과 협력한 전력이 있다고 주장했다. 경찰은 공개 성명에 항의가 접수된 후 이틀 뒤 사건을 재수사했다.

## 기타 사건들
| 일자             | 대상                | 내용 |
| ---------------- | ------------------- | --- |
| 2021년 5월 1일   | GS25                | GS25의 자회사인 GS리테일은 소시지를 든 손을 묘사한 이미지를 사용한 프로모션으로 인해 남성혐오 의혹이 제기되었는데, 이는 음모론자들에 의해 집게손가락으로 주장되었다. 음모론자들은 또한 포스터가 나중에 그들의 비난에 대한 반응으로 페미니즘을 암시하는 내용을 추가했다고 주장했으나, 이는 해당 "암시"가 포스터의 첫 발행 때부터 있었다는 것이 밝혀져 거짓으로 판명되었다. GS25는 그래픽 디자이너를 징계하고 공개적으로 사과했다. GS25 disciplined the graphic designer and publicly apologized. |
| 2021년 5월 2일   | 경찰청              | GS25 논란에 이어 서울특별시경찰청과 경기북부경찰청이 게시한 도로교통법 홍보 전단지가 음모론자들의 비난을 받았다. 해당 전단지에는 집게손가락으로 문구를 가리키는 이미지가 포함되어 있었다. 이에 대해 경찰은 후속 발표를 통해 손가락 이미지는 뉴스를 강조하기 위한 것이라고 설명했으며, 혼란을 피하기 위해 전단지를 철회하고 교체할 것이라고 약속했다. |
| May 7, 2021      | BBQ치킨             | 2021년 5월, 제너시스 BBQ는 광고 포스터에 소시지를 손가락으로 집어 올리는 집게손가락 이미지를 사용해 음모론자들로부터 비난을 받았다. 회사는 5월 7일 사과하고 포스터 배포를 중단했다. |
| 2021년 5월 7일   | 교촌                | 교촌치킨의 광고는 소셜 미디어 게시물에 제품을 잡고 있는 두 손가락의 이미지가 포함되어 있어 음모론자들로부터 집게손가락을 연상시킨다는 이유로 비난을 받았다. 교촌은 남성혐오 의도가 없다고 부인했지만, 해당 이미지를 삭제했다. |
| 2021년 5월 3일   | 무신사              | 2021년 4월 26일, 무신사는 현대카드와 협업 이벤트를 발표하며 지갑과 신용카드를 양손으로 잡고 있는 이미지가 포함된 홍보 전단지를 게시했다. 이 전단지는 남성 중심의 인터넷 커뮤니티에서 "메갈리아 손"과 유사하다는 이유로 논란을 일으켰다. 무신사는 5월 3일에 해당 전단지가 물물교환을 상징하기 위한 것이라고 발표했으나, 이는 무신사가 남성혐오로 비난받은 첫 번째 사례가 아니었다. 무신사는 2021년 3월 여성 고객에게만 쿠폰을 발행했다가 남성에 대한 "역차별"이라는 비판이 일자 이를 취소했으며, 조만호 대표는 소셜 미디어를 통해 사과했다. 6월 3일, 조만호 대표는 위의 두 사건에 대한 책임을 지고 대표직에서 물러나겠다고 발표했다. |
| 2021년 5월 3일   | 이마트              | 2021년 5월 1일, 이마트24는 경품 이벤트를 발표하며 관련 포스터를 게시했다. 포스터에는 한 남성이 손으로 별을 가리키는 이미지가 포함되어 있었는데, 이 이미지가 집게손가락을 연상시킨다는 이유로 음모론자들의 거센 반발을 불러일으켰다. 결국 이마트는 5월 3일 해당 손 이미지를 삭제했다. |
| 2021년 5월 17일  | 평택시              | 2021년 5월, 평택시청은 공모전 포스터를 배포했을 때 온라인 항의를 받았다. 포스터에 포함된 여러 사람의 이미지 중 한 명이 집게 손가락 자세를 취하고 있었는데, 해당 자세가 "남성혐오 손가락"과 유사하다는 이유로 집게손가락 음모론자들에게 반감을 샀다. 시청 관계자는 5월 17일, 음모론자들을 불쾌하게 한 것에 대해 사과하며 기존 포스터를 폐기하고 약 32개의 배너, 200장의 포스터, 4,000장의 전단지를 재인쇄하기로 결정했다고 밝혔다. 2021년 8월, 평택시청은 지역의 폭염 대비 방법을 안내하는 가이드를 소셜 미디어에 공유했을 때 음모론자들로부터 다시 비난을 받았다. 해당 가이드에 농부가 땀을 닦는 손 자세가 집게손가락처럼 보인다는 주장이 제기되었고, 시청은 가이드를 전면 삭제했다. |
| 2021년 5월 27일  | 랭킹닭컴            | 랭킹닭컴의 포장지에 손가락 이미지가 포함되어 있어 음모론자들에게 집게손가락처럼 보인다는 이유로 논란이 일었다. 회사는 5월 25일 사과하고 디자인을 변경하겠다고 약속했다. |
| May , 2021       | 카카오뱅크          | 카카오뱅크는 여성의 손이 휴대폰을 가리키는 홍보 자료가 남성혐오를 암시한다는 비판을 받아 사과했다. |
| 2021년 5월 27일  | 국방부              | 5월 22일과 26일, 국방부는 사회 복지 시스템에 대한 발표를 소셜 미디어에 올렸으며, 여기에는 경례를 하는 군인들의 이미지가 포함되어 있었다. 이 이미지가 집게손가락처럼 보인다는 이유로 음모론자들 사이에서 논란이 일었다. 국방부 대변인 부승찬은 5월 27일 정례 브리핑에서 "일부 오해와 논란을 일으킨 점"에 대해 공식 사과했다. |
| 2021년 7월 7일   | 전쟁기념관          | 2021년 6월 6일, 음모론자들은 한국 전쟁 기념관의 웹사이트 게시판을 통해 항의하며, 기념관의 한 시설이 사진 촬영 구역에서 집게집게 손가락를 보여준다고 주장했다. 그들은 메갈리아 이용자가 해당 시설에 집게집게 손가락를 표현하도록 했으며, 남성들에게도 이를 해소해야 한다고 주장했지만, 이 작업은 메갈리아가 설립되기 전인 2013년부터 전시되었다. 그럼에도 불구하고, 기념관 관계자는 다음 날 음모론자들에게 사과하고 해당 작품을 제거했다. |
| 2021년 8월 6일   | 행정안전부          | 2021년 8월, 행정안전부가 배포한 포스터가 논란을 일으켰다. 포스터에는 창문을 닫고 있는 남성의 이미지가 포함되어 있었는데, 이 자세가 남성혐오를 조장한다는 주장이 제기되었다. 8월 6일, 행정안전부는 남성혐오 논란을 일으킨 것에 대해 사과하고 해당 이미지를 삭제했다.2021년 10월 26일, 음모론자들은 또 다른 포스터가 유사한 손 제스처로 논란을 일으켰다고 주장하며 추가 캠페인을 벌였다. 이에 대해 행정안전부는 10월 27일 해당 비난을 인정하고 사과했다. |
| 2021년 8월 26일  | 스마일게이트        | 2021년 8월, 스마일게이트의 MMORPG <로스트아크>는 집게 손가락 자세가 포함하고 있다는 비난을 받았다. 게임의 아바타 아이콘 중 하나가 손가락과 엄지손가락을 거의 맞대는 OK 사인인데, 일부 사용자들은 이를 남성에 대한 성차별적 모욕으로 주장했다. 이 아이콘은 2018년 3월부터 게임에 포함되어 있었지만, 유통사는 신속하게 삭제 요구에 응하고 제품에 "게임의 재미와는 무관한 논란들을 게임 내에서 경험하시는 일이 없도록" 하겠다고 약속했다. 2023년 11월 28일, <로스트아크>의 감독 금강선은 메이플스토리 논란이 발생하자 기에는 미니맵에서 집게손가락 모양으로 보이는 지형의 비키니 아일랜드 등게임에서 집게손가락으로 보이는 요소를 제거하겠다고 발표했다. 금강선은 음모론자들의 주장이 타당하다고 언급하며, "예를 들어, 비키니 아일랜드 미니맵의 경우 해당 지형이 비키니를 의미하는 것도 아닌 아무 의미 없는 지형이지만 수정하도록 하겠습니다. 아무 의미가 없기 때문입니다"고 말했다. 또한 2023년 11월, 넥슨이 스튜디오 뿌리의 애니메이틱 작업에 대해 공개적으로 비판한 가운데, 스마일게이트의 <에픽세븐>은 뿌리가 작업한 홍보 영상에 집게손가락이 포함되어 있다는 비난을 받았다. 감독 김윤하는 관련 홍보 영상을 삭제하고 철저한 조사를 실시하겠다고 발표했다. |
| 2022년 5월 25일  | 스타벅스            | 2022년 5월 25일, 스타벅스 코리아는 인스타그램에 다가오는 여름 이벤트에 대한 광고를 게시했다. 광고에는 제품을 잡고 있는 손 그림자가 포함되어 있었는데, 이 이미지가 집게손가락과 너무 유사하다는 이유로 인터넷 포럼에서 큰 논란을 일으켰다. 스타벅스는 그날 중으로 광고를 삭제하고 사과했다. |
| 2023년 7월 19일  | 라인                | 2022년 7월, 라인은 음모론자들로부터 남성혐오를 조장한다는 비난을 받았다. 이들은 사용자가 텍스트 프롬프트에 "작은"이라고 입력했을 때, 소프트웨어가 자동 수정으로 집게손가락 이모지를 추천했다고 주장했다. 라인 개발팀은 조선일보와의 인터뷰에서 이와 관련된 루머를 부인했다. |
| 2023년 11월 26일 | 넥슨                | 2023년 11월 25일, 음모론자들은 스튜디오 뿌리가 제작한 메이플스토리 홍보 영상에서 집게 손가락가 포함되었다고 주장했다. 넥슨의 다른 게임인 던전앤파이터와 블루 아카이브의 홍보 영상에서도 스튜디오 뿌리가 유사한 제스처를 사용했다고 주장한 플레이어들도 있었다. 메이플스토리 디렉터 김창섭은 11월 26일 라이브 방송에서 "[회사]는 타인에 대한 혐오를 공개적으로 표현하는 문화를 절대 용납하지 않으며, 그런 문화를 즐기는 이들이 메이플스토리를 훼손하는 것을 허락하지 않을 것"이라고 말했다. 던전앤파이터 디렉터 이원만과 블루 아카이브 디렉터 김용하는 이와 비슷한 의견을 표명했으며, 이원만은 뿌리의 애니메이션 영상에서 부적절한 표현을 용납하지 않겠다고 밝혔다. 이후 스튜디오 뿌리에 대한 여러 가지 비난은, 특히 넥슨의 동의 없이 뿌리가 애니메이션을 수정했다는 주장 등은 모든 영상이 출시 전에 넥슨의 감독 하에 있었다는 사실에서 드러나면서 모두 거짓으로 밝혀졌다. 넥슨의 스튜디오 뿌리에 대한 공개적인 질책은 관련 개발자들로부터 긍정적인 반응을 얻었다. 넥슨 노조의 배수찬 위원장은 해당 집게 손가락를 인종차별적 욕설에 비유하며, 혐오 발언으로 해석될 수 있는 표현은 반드시 수정되어야 한다고 말했다. 넥슨의 상급 단체인 민주노총이 넥슨 본사 앞에서 열린 기자회견에서 넥슨의 조치를 비판했을 때, 배수찬은 민주노총이 회원의 권리 보호보다는 정치적 활동에 더 집중하고 있다며, 탈퇴를 고려할 것이라고 밝혔다. 또한, 넥슨이 배급하는 모바일 게임 바람의 나라를 개발한 슈퍼캣은 사내 교육을 시작해 직원들에게 게임 내에서 페미니즘를 표현하지 않도록 교육했으며, 스튜디오 뿌리 애니메이터의 트윗을 사례로 포함시켰다. 넥슨은 이후에도 넥슨 플레이어들로부터 게임 내에 집게 손가락가 더 있다는 추가적인 불만을 제기받았다. 2024년 6월, 메이플스토리 테스트 서버의 일러스트에서 손이 겹치는 모습이 음모론자들에 의해 의심스러워졌으며, 게임이 여전히 위험에 처해 있다고 주장되었다. 넥슨 직원들은 익명 게시판에서 이러한 주장에 대해 악의적이라고 반박했다. 해당 일러스트는 전체 릴리스에서 손이 겹치는 부분이 제거되었다. 2024년 7월, 음모론자들은 넥슨이 배급하는 게임 이터널 리턴에서도 또 다른 집게 손가락가 존재한다고 의심했다. 개발사 님블 뉴런은 해당 트레일러를 삭제하고 담당자를 징계하겠다고 약속했다. |
| 2023년 11월 26일 | 카카오게임즈        | 2023년 11월 26일, 카카오게임즈는 <이터널 리턴>이 메이플스토리 논란에 따라 스튜디오 뿌리가 제작한 오프닝 애니메이션을 삭제했다고 발표했다. |
| 2023년 11월 28일 | 포스코              | 2023년 8월, 포스코는 공식 유튜브 채널에 애니메이션 직원 채용 영상을 업로드했다. 2023년 11월 28일, 이 영상이 여러 차례 집게집게 손가락를 포함하고 있다는 이유로 음모론자들로부터 비난을 받았다. 포스코는 당일 중으로 해당 영상을 삭제했으나, 별도의 공식 성명은 발표하지 않았다. |
| 2023년 12월 7일  | 보건복지부          | 보건복지부는 2023년 의과학자 회의를 위한 포스터를 배포했는데, 이 포스터에 여성의 손가락이 가리키는 이미지가 포함되어 있어 음모론자들 사이에서 남성혐오를 암시한다는 논란을 일으켰다. 보건복지부는 12월 7일, 해당 이미지는 2021년 4월 24일 영국 회사에서 제작된 것으로 집게손가락과는 관련이 없지만, 그럼에도 불구하고 포스터를 새 것으로 교체했다고 발표했다. |
| 2023년 12월      | 빙그레              | 논란이 일어나기 전, 빙그레는 자사의 브랜드 이미지를 기반으로 한 캐릭터 빙그리우스를 홍보하는 캠페인을 진행하고 있었다. 2023년 12월, 빙그레는 원래의 홍보를 중단하고 빙그리우스의 손을 평평한 원으로 표현한 새로운 캐릭터 디자인으로 교체했다. 이 변화는 뉴스 매체들에 의해 음모론자들에 맞추기 위한 기업의 결정으로 해석되었다. |
| 2024년 6월 30일  | 르노                | 2024년 6월, 르노코리아는 자사의 공식 유튜브 채널에 쇼케이스 영상을 공개했다. 그러나 이 영상은 음모론자들에 의해 남성혐오를 암시하는 상징이 삽입되었다고 비판받았으며, 영상에 여성 직원이 집게집게 손가락를 여러 차례 취하는 장면이 포함되어 있었다고 주장되었다.르노코리아는 6월 30일 해당 영상의 외부 접근을 차단하고 최근 홍보 콘텐츠로 인해 불편함을 느낀 모든 이들에게 진심으로 사과드린다고 발표했다. 영상의 여성 직원은 6월 29일 유튜브 채널 커뮤니티를 통해 "어떤 손 제스처가 문제가 될 수 있다는 것을 알고 있었지만, 제 영상에서 그렇게 해석될 수 있을 줄은 몰랐다"며 사과했다. 그녀는 의도적으로 그렇게 한 것은 아니라고 강조했으며, 사과는 같은 날 삭제되었다. 회사는 해당 여성 직원에 대한 직무수행 금지 발표했다. 해당 직원은 남성 중심의 인터넷 커뮤니티에서 신상 털기의 대상이 되었으며, 7월 4일에는 해당 직원에 대한 살해 위협이 언론에 보도되었다. 르노코리아의 스테판 드블레즈 대표는 7월 3일 상황의 심각성을 인식하고 전문가들과 함께 인사위원회를 열어 논의하겠다고 발표했다. |
| 2024년 7월 1일   | 볼보                | 2024년 6월, 한 한국 볼보 직원이 블라인드에 볼보 포스터에서 남혐 손가락이 있다며 '정말 치욕스럽고 안타깝다'는 글을 게시했다. 이 게시물은 곧 음모론자들에 의해 페미니즘자들이 "자동차 산업을 망치고 있다"는 증거로 제시되었다. 볼보 코리아는 같은 날 포스터를 삭제했다. |
| 2024년 7월 15일  | 현대중공업 노동조합 | 2024년 7월 12일, 현대중공업 노조는 소식지에서 회사의 야외 간판에서 집게손가락이 사용되었다는 주장하며, 페미니스트들이 "정신적 문둥병"에 표현하며 정신병원에 수용해야 한다고 주장했다. |

## 비판
집게손가락 음모론은 많은 사람들에 의해 날조로 분류되고 있다. 현재까지 급진 페미니스트 집단이 남성혐오를 조장하기 위해 집게 손가락을 삽입하고 있다는 증거는 없다.   인간의 손은 구조상 검지손가락과 엄지손가락을 구부려 하루에도 여러 번 쉽게 집게손가락 자세를 만들 수 있다. 관계자들과의 인터뷰에서 "너무 자연스러운 자세라서 우연히 나올 가능성이 커 보인다"며 의도적으로 집게 손가락을 삽입 할 가능성은 낮다는 데 대부분 동의했다.또한 업계 관계자들은 애니메이션이 움직이는 상태로 존재하기 때문에 애니메이션에서 단일 프레임을 분리하여 비판하는 것은 무의미하다고 밝혔다. 또한 음모론자들은 종종 신상 털기와 사이버 폭력과 같은 공격적인 방법을 사용해 왔다.
《뉴욕타임즈》는 대한민국 기업들 대부분이 남성혐오로 비난받았던 품목을 없애고 남성의 정서적 가치를 훼손한 데 대한 유감을 표시함으로써 음모론자들의 항의를 잠재웠다고 보도했다.  칼럼니스트 박권일은 《한겨레》에 음모론자들의 요구에 굴복하는 것이 그들의 확증 편향을 강화하고 같은 논란을 반복하는 부작용을 낳았다고 썼다.  오혜민 한국예술종합학교 강사는 중앙일보와의 인터뷰에서 기업들의 행동에 대해 사과하는 것이 쉬운 해결책일 수는 있지만, 진정한 해결책은 아니라고 하며 음모론자들에게 관심을 주는 것이 성별 폭력을 지속시키는 원인이라고 경고하면서, "그들의 요구를 충족시킴으로써 기업들은 사실상 많은 예술가들이 실제로 겪고 있는 노동과 표현의 권리를 침해하고 있다"고 말했다.  반면 《미디어오늘》의 노지민 기자는 GS25 사건을 다루면서 음모론자들의 목소리를 증폭시키며 선정주의적 보도를 통해 갈등을 조장하는 언론매체를 비판했으며,  이후 메이플스토리 사건에 대해서도 메갈리아와 연결시키는 음모론을 퍼뜨리는데 집중하고 넥슨의 주장에 대한 잘못을 검토하지 않은 언론을 비판했다.

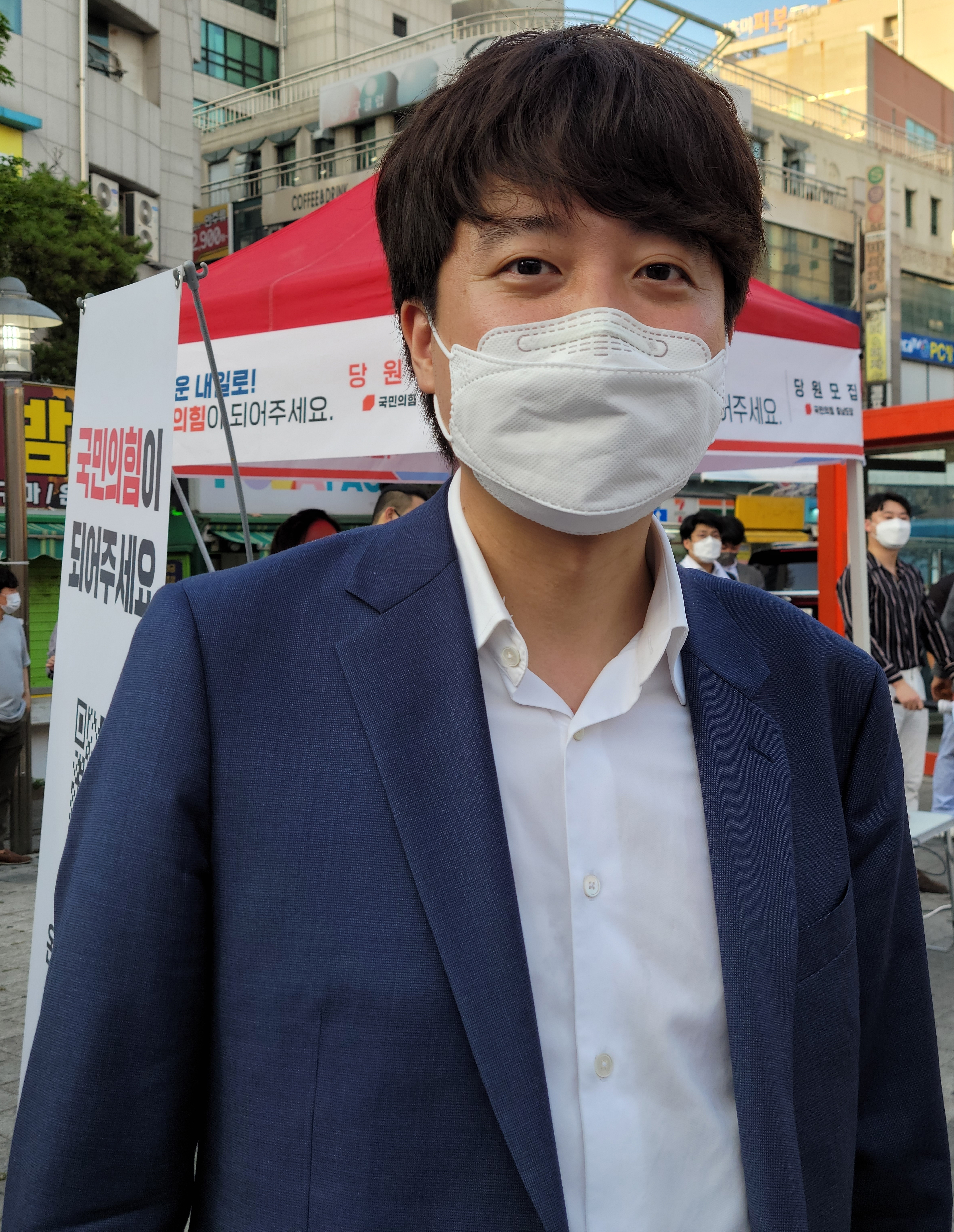
반페미니즘 정치인 이준석 (사진)이 2023년 메이플스토리 사건과 관련해 넥슨을 지지했다

몇몇 사람은 지속되는 이유는 남한 사회가 이대남 (20대 대한민국 남성을 지칭)을 달래려는 시도에서 비롯되었다고 논평했다. 경향신문은 2021년 서울특별시장 재보궐선거에서 국민의힘 오세훈 후보가 72.5%로 20대 남성 지지율이 민주당 박영선 후보 22.2%에 비해 높게 나타나자 정치권이 ‘이대남’ 달래기에 나서게 만들었다고 주장했다.  미디어오늘의 노지민 기자 또한 비슷한 결론을 내리며, 보궐선거 이후 '남성혐오 논란'이 급증했다고 썼다.  이 음모론은 다양한 정치적 입장을 가진 정치인들의 지지를 받았으며, 이준석과 이상헌이 2023년 메이플스토리 논란과 관련해 스튜디오 뿌리를 비난했을 때처럼 몇몇 인물들은 집게 손가락 테러리즘의 많은 근거가 거짓으로 드러났음에도 입장을 철회하지 않았다. 권김현영 이화여대 방문교수는 “최근 들어 정치권에서 성별 갈등을 특정 집단의 표를 얻기 위한 수단으로 활용하는 사례가 늘고 있다”며 이준석의 사례를 들었다.
많은 저자들은 상당수의 집게손가락 음모론이 남성이 주로 이용하는 인터넷 포럼과 소셜 미디어를 통해 양성되고 있다고 지적했다.《한겨레》가 2021년 실시한 조사에 따르면 2021년 5월 GS25에 대한 의혹은 DC인사이드, MLB파크, FM코리아, 루리웹 등 남성 중심 사이트에서 시작돼 확산되었으며, 다른 언론매체들에서는 나무위키와 아카라이브를 주목했다. 이혜미 기자는《한국일보》에 기고한 글에서  단명했으며 전성기에도 일베저장소나 FM코리아 등 다른 활동적인 사이트보다 회원이 훨씬 적었던 메갈리아의 존재감을 과장함으로써 이용자들에게 집게손가락 음모론을 주입했다고 주장했다.《시사IN》은 2023년 메이플스토리 사건과 관련하여 뿌리 애니메이터들과의 인터뷰를 보도하며 남성 중심 커뮤니티를 통해 잘못된 정보가 어떻게 퍼지는지 보도했는데, 한 예로 위키 기반 메시지 보드인 나무위키는 사건에 대한 "여성혐오 논란"이라는 기사에 대한 편집을 축적하여 결국 페미니스트 여성이 집게 손가락을 숨겼다는 결론을 내렸는데, 이 주장은 나중에 애니메이션을 남성이 작업하고 넥슨이 사전에 감수했던 것이 밝혀져 반증되었다.  세명대 언론학과 심석태 교수는 음모론을 퍼뜨리는 인터넷 포럼은 사용자들이 자신의 신념에 어긋나는 사실을 의도적으로 거부하게 만들어 음모론자들과 논리적인 대화가 어렵다고 말하며 이 커뮤니티를 평평한 지구학회에 비유했다.
《경향신문》은 집게 손가락 음모론의 등장이 갑자기 나타난 사건이 아니라 2020년대 이후 대한민국에서 계속되고 있는 반페미니즘 백래시의 한 갈래라고 주장했다.《한겨레》는 2021년 초등학교 교사들이 잠복해 학생들에게 페미니즘으로 세뇌를 시켰다는 허위 음모론 등 비슷한 성격의 반페미니즘 음모론들을 보도했다.
많은 논평가들은 논란의 원인으로 대한민국의 비디오 게임 산업을 두었다.  여러 언론은 집게손가락 논란이 2016년에 시작된 게임업계 전체의 페미니스트 퇴출의 연장선이라고 보도했다. 페미니즘사상검증공동대응위원회는 2023년 8월부터 12월까지 비디오 게임 회사 내 페미니스트 배척 사례 77건을 접수했으며, 이 중 17건은 직장 내 괴롭힘, 9건은 사이버 폭력, 7건은 부당해고였다고 밝혔다.   한 사례에서, 한 회사는 인터뷰 대상자에게 2023년 메이플스토리 사건 이후 페미니스트로 여겨지는 여성을 배제하겠다고 약속했다. 또 다른 사례로, 한 개발자는 밤에 여자 대학생을 쫓아다니는 것은 자연스러운 일이라는 회사 대표의 의견에 동의하지 않아 해고당했다. 한국일보의 인현우 기자는 사건을 게이머게이트 와 비교하며, 두 논란 모두 여성에 대한 괴롭힘을 조장하는 인터넷 커뮤니티에서 발생 썼다. 게이머게이트와 매우 유사하게 음모론자들이 온라인 익명성을 남용하여 표적을 모욕하고 자극했으며, 체리 피킹을 통해 진실을 걸러내고 조작하는 인터넷 포럼에 모였다고 지적했다.
세계일보와 경향신문의 분석에서는 비디오 게임 유통사이자 개발사인 넥슨의 온라인 백래시를 조직하는 방식이 지적되었다. 세계일보는 넥슨의 운영 방식을 "이용자 친화적 경영"이라고 규정하며, 게임 디렉터를 통해 소통하는 방식으로 플레이어들의 분노를 잠재우고 문제를 해결한다고 보도했다. 세계일보와 접촉한 내부자들은, 2016년 7월 넥슨이 한 성우를 페미니즘와 관련한 논란으로 교체했을 때, 내부 회의에서 이 조치가 플레이어층을 확장하는 데 성공적이었다고 결론지었다고 밝혔다.  이 사건 이후 넥슨은 반페미니즘와 반정치적 올바름적 태도를 도입하기 시작했다고 한다. 세계일보는 이러한 변화가 결국 집게 손가락 음모론자들을 만족시키기 위한 메이플스토리 논란으로 이어졌다고 주장했다.
경향신문은 내부자 보도를 통해 넥슨은 남성 중심의 포럼을 편향적으로 모니터링하는 웹 스크래핑 소프트웨어를 운영하며, 자신들에게 유리한 여론을 형성하기 위해 커뮤니티 게시물에 보상을 제공하는 프로그램을 운영하고 있다고 보도했지만 넥슨은 이러한 주장에 대해 모두 부인했다. 경향신문의 유선희 기자는 메이플스토리 논란이 발생하기 몇 주 전에 있었던 던전앤파이터 공식 행사를 예로 들며, 넥슨 개발자들이 여성혐오를 조장했다고 비판했다. 당시 넥슨은 참가자들에게 소셜 미디어 계정을 제출하도록 요청했으며, 이는 그해 처음 도입된 규칙이었다. 이 시기에 넥슨은 페미니즘를 지지하는 여성 가수가 출연한 던전앤파이터 유튜브 홍보 영상도 비공개 처리했다.
집게손가락 음모론의 확산을 막기 위한 수많은 논의와 노력이 있어 왔다. 더불어민주당 우원식 의원은 "노동자를 보호해야 하는 의무는 정부에 있"다며 게임업계에 "특별근로감독이 필요하다"고 말했다. 정의당 장혜영 의원은 이준석이 음모론을 주장하자 피해자들을 옹호하며 반대 의사를 밝혔다.  여성인권단체 한국여성민우회는 메이플스토리 사건에 대해서 항의하는 의미로 넥슨 본사 앞에서 시위를 벌인 뒤, 약 1만여 명의 서명을 모아 회사 측에게 보냈다. 2024년 3월, 비디오 게임 산업의 반페미니즘에 대응하기 위한 협력으로 6개 기관이 공동으로 페미니즘사상검증공동대응위원회를 설립했다.

## 같이 보기
- 손가락 욕